# Вадьявож
Вадьявож — река в России, протекает в Сосногорском районе Республики Коми. Устье реки находится в 129 км по левому берегу реки Велью. Длина реки составляет 29 км.
Исток реки в болотах в 38 км к северо-востоку от посёлка Нижний Одес. Генеральное направление течения реки — юг, русло сильно извилистое. Всё течение проходит по заболоченному таёжному лесу. Приток — Левый Вадьявож. Ширина реки у устья составляет 12 м.

## Данные водного реестра
По данным государственного водного реестра России относится к Двинско-Печорскому бассейновому округу, водохозяйственный участок реки — Печора от истока до водомерного поста у посёлка Шердино, речной подбассейн реки — Бассейны притоков Печоры до впадения Усы. Речной бассейн реки — Печора.
Код объекта в государственном водном реестре — 03050100112103000060443.